# Zutkerque
Zutkerque és un municipi francès, situat al departament del Pas de Calais i a la regió dels Alts de França. L'any 1999 tenia 1.713 habitants.

## Situació
Zutkerque es troba al nord del departament del Pas de Calais. Està a prop del departament del Nord i de la ciutat d'Audruicq.

## Administració
Zutkerque es troba al cantó d'Audruicq, que al seu torn forma part del districte de Saint-Omer. L'alcaldessa de la ciutat és Amédée Ledoux (2001-2008).

## Història
Es diu que a Zutkerque hi va haver una mansió dels Templaris.
El poble posseïa un castell que datava dels temps de Juli Cèsar que rebia el nom de le Promontoire. El 1396, Philippe le Hardi, duc de Borgonya, es va allotjar al castell. Els anglesos el prengueren el 1405, però més tard va passar a mans primer de Lluís XI i després del rei anglès Enric VII.
Finalment, el 1542 va ser completament destruït pels francesos, que el 1595 van saquejar l'església del poble. El 7 d'agost del 1635, un regiment de tropes espanyoles vingudes de Saint-Omer prengué el poble, que els francesos van recuperar tres anys més tard.
El seu nom és mencionat per primera vegada el 1084, i ve del flamenc: significa "església del sud" (en contrast amb Nortkerque, "església del nord").